# Jacint Laporta
Jacint Laporta y Mercader (Sants, Barcelona, 1854 - Barcelona, 1938) fue un médico y escritor español en lengua catalana. 
Fue fundador, director y colaborador de varias revistas (La Llar, Revista literaria, La Ilustració Catalana, entre otras). Promovió diversas y numerosas iniciativas culturales. Fue presidente del Orfeón de Sants y mantenedor de los Juegos Florales de Barcelona en tres ocasiones.
Publicó Apuntes históricos de Sans (1880), Els pastorets (1921) y Casolanes (1922), entre otras obras. Un edificio del Centro Cívico de las Cocheras de Sants lleva su nombre.